# مهرجان تريبيكا السينمائي
مهرجان تريبيكا (بالإنجليزية: Tribeca Festival)‏، تظاهرة سينمائية سنوية دولية تنظمها تريبيكا برودكشنز، تستعرض التظاهرة، الأفلام الأمريكية والأفلام الدولية المشاركة، بالإضافة إلى الألعاب، والأغاني، والحوارات، والفنون التشكيلية، تقام هذه التظاهرة كل ربيع في نيويورك، كان الاسم السابق لهذه التظاهرة حتى عام 2020، هو "مهرجان تريبيكا السينمائي". أسس هذه التظاهرة، الفنان المشهور روبرت دي نيرو.

## وصلات خارجية
- Tribeca Film Festival – Official Site
- Opinion piece: film, “Rubberneck” ArtsEditor.com, 02.23.2013